# Reichsvertretung der Deutschen Juden
Die Reichsvertretung der Deutschen Juden (hebräisch נְצִיגוּת הַיַּהֲדוּת בְּגֶרְמַנְיָה Ntsīgūth haJahadūth beGermanjah, Vertretung der Judenheit in Deutschland) mit Sitz in Berlin wurde am 17. September 1933 gegründet. Sie sollte die Interessenvertretung der Juden in Deutschland darstellen, was immer schwieriger wurde. Ab 1939 war sie als Reichsvereinigung der Juden in Deutschland dem Reichssicherheitshauptamt (RSHA) unterstellt. 1943 wurde sie schließlich gänzlich aufgelöst, ihre letzten Funktionäre wurden ebenfalls deportiert.

## Geschichte
Die Gründung der Reichsvertretung der Deutschen Juden war eine Reaktion auf die gesellschaftliche und gesetzliche Ausgrenzung und Verfolgung der jüdischen Bevölkerung durch Antisemiten, Nationalsozialisten bzw. die Reichsregierung und ein Akt der jüdischen Selbsthilfe. Dazu vereinigten sich eine Vielzahl von jüdischen Organisationen, Verbänden und Ausschüssen zu Dachverbänden, die anfangs noch nebeneinander bestanden.
Eine erste Dachorganisation war der am 13. April 1933 gegründete Zentralausschuss für Hilfe und Aufbau, geleitet von Generalsekretär Ludwig Tietz.
Ihm gehörten unter dem Vorsitz von Leo Baeck an:
- Centralverein deutscher Staatsbürger jüdischen Glaubens
- Zionistische Vereinigung für Deutschland
- Hilfsverein der deutschen Juden
- Jüdischer Frauenbund
- Preußischer Landesverband Jüdischer Gemeinden[4]
- Jüdische Gemeinde zu Berlin
- Agudath Israel

Der Zentralausschuss blieb bis 1935 formal unabhängig von der Reichsvertretung. Seine wichtigsten Arbeitsfelder waren die Wohlfahrtspflege, die Wirtschaftshilfe, die Umschichtung, das Schulwesen und die Vorbereitung und Organisierung der Emigration. „Zudem koordinierte der Ausschuss die Hilfszahlungen jüdischer Organisationen aus dem Ausland wie des American Joint Distribution Committee oder des Central British Fund. 1935 wurde der Zentralausschuss in die ‚Reichsvertretung der deutschen Juden‘ eingegliedert.“
Hinter der am 17. September 1933 gegründeten Reichsvertretung standen weitgehend dieselben Organisationen wie hinter dem Zentralausschuss. Die Agudath Israel und einige weitere Gruppen von orthodoxen Juden, die Mitglieder des Verbandes nationaldeutscher Juden sowie eine Splittergruppe zionistischer Revisionisten, schlossen sich dem Verband nicht an, dafür aber der Reichsbund jüdischer Frontsoldaten.
Zum Präsidenten der Reichsvertretung wurde ebenfalls Leo Baeck gewählt, ihr leitender Vorsitzender wurde Otto Hirsch. Einen prinzipiellen Unterschied zu den Arbeitsfeldern des Zentralausschusses gab es bis zum Zusammenschluss der beiden Organisationen nicht. Es bestanden drei Arbeitsschwerpunkte:
- Erziehung und Bildung
  - Schulwerk
  - Lehrerausbildung
  - Rabbinerausbildung
  - Erwachsenenbildung
  - Kulturbünde
- Berufsumschichtung und Ausbildung (seit 1933 unter der Leitung von Martin Gerson)
  - Berufsumschichtung
  - Erstausbildung
- Wanderung
  - Palästinawanderung
  - Auswanderung nach anderen Ländern
  - Rückauswanderung

Darüber hinaus „betonte die Reichsvertretung ihre Aufgabe als Gesamtvertretung des deutschen Judentums gegenüber der NS-Regierung in politischen Fragen. Gerade dieser Vertretungsanspruch brachte der Reichsvertretung Kritik und Widerstand einzelner jüdischer Gruppen ein: Der Verband deutsch-nationaler Juden lehnte die Reichsvertretung ab, da an ihr Zionisten beteiligt waren; die Berliner Gemeinde wollte als größte jüdische Gemeinde in Deutschland weder Arbeitsbereiche an die Reichsvertretung abgeben, noch deren Führungsanspruch akzeptieren; orthodoxe Gruppen standen der Etablierung einer säkularen Behörde als oberste Führung der deutschen Juden skeptisch gegenüber, was noch durch die Tatsache verstärkt wurde, daß mit Leo Baeck ein liberaler Rabbi an deren Spitze stand; die Staatszionistische Organisation schließlich lehnte das Konzept von ‚Hilfe und Aufbau‘ grundsätzlich ab und forderte stattdessen die Auflösung der jüdischen Gemeinschaft durch Emigration.“
Mit Erlass der Nürnberger Rassengesetze musste sich der Verband 1935 in Reichsvertretung der Juden in Deutschland umbenennen.
1938 wurde aus der Reichsvertretung der Reichsverband der Juden in Deutschland, in dem alle Mitglieder jüdischer Gemeinden im Altreich beitragspflichtig waren. Der Reichsverband übernahm eine Reihe von Verwaltungsaufgaben; denn als Folge der massenhaften Auswanderung waren viele Gemeinden personell nicht mehr in der Lage, verwaiste Immobilien zu pflegen und zu verwalten und ihre angestammten Aufgaben zu erfüllen.
Durch die „Verordnung des Reichsministers des Innern, des Reichsarbeitsministers und des Reichsministers der Finanzen über die öffentliche Fürsorge für Juden“ vom 19. November 1938 wurde die jüdische Bevölkerung mit Wirkung zum 1. Januar 1939 aus der öffentlichen Fürsorge ausgeschlossen; an die Stelle trat mit der Zehnten Verordnung vom 4. Juli 1939 zum Reichsbürgergesetz die „jüdische freie Wohlfahrtspflege“, die von der Reichsvertretung zu tragen war.
Im Februar 1939 trat die Organisation unter dem Namen Reichsvereinigung der Juden in Deutschland ein kurzes Zwischenspiel als letzte selbständige Interessenvertretung der Juden an. Um die Unterstützung der verarmten Mitglieder finanzieren zu können, erhob sie von den Auswanderern eine abgestufte Vermögensabgabe von bis zu zehn Prozent.

## Die Verstaatlichung der vormaligen Reichsvereinigung
Wenig später, im Juli 1939, wurde diese bislang selbständige jüdische Interessenvertretung unter Beibehaltung der Bezeichnung Reichsvereinigung der Juden in Deutschland durch die NS-Behörden in eine quasi staatliche Zwangs-Verwaltung umgewandelt, die mit der teilweisen Fortführung der früheren jüdischen Wohlfahrtspflege und der Organisation des jüdischen Schulwesens beauftragt wurde und bis zu ihrer schrittweisen Auflösung 1943 nur die Weisungen des NS-Reichssicherheitshauptamtes (RSHA) auszuführen hatte. Am 16. Juni 1943 befahl das RSHA die Auflösung aller Geschäftsstellen und ließ deren Leiter und führenden Mitarbeiter festnehmen. Diese wurden fast alle ins KZ Theresienstadt deportiert.

## Nachfolgeorganisationen nach 1945
Heute vertreten unter anderem der Zentralrat der Juden in Deutschland,  die Zentralwohlfahrtsstelle der Juden in Deutschland und die Union progressiver Juden in Deutschland die Belange der Juden in der Bundesrepublik.

## Literatur

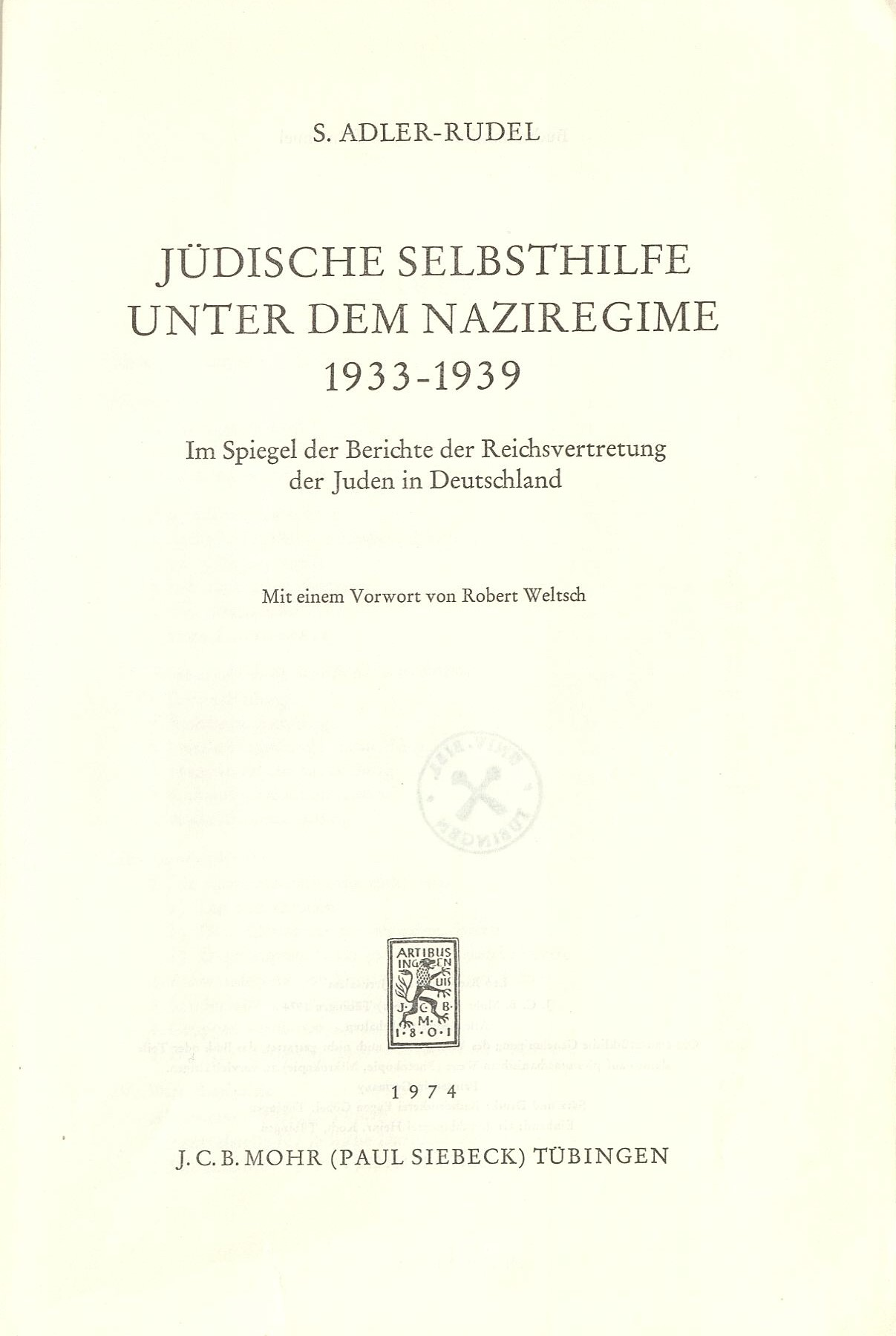
Salomon Adler-Rudel (1974)